# Ambulatorio Urbano Dr. Efraín Abad Armas
El Ambulatorio Urbano Dr. Efraín Abad Armas —también conocido por su antiguo nombre oficial como Hospital Civil de Maracay— es un centro de atención primario de salud (tipo III), ubicado en el costado oeste de la plaza Bolívar de Maracay, cubriendo una cuadra desde la avenida Bolívar y la avenida Miranda de la ciudad de Maracay, Venezuela. 
Por otro lado, aparte de su función como ambulatorio, las instalaciones también están compartidas con la Dirección Municipal de Salud de Girardot (DMS-Girardot), ente encargado de la administración de la red ambulatoria del municipio.

## Historia

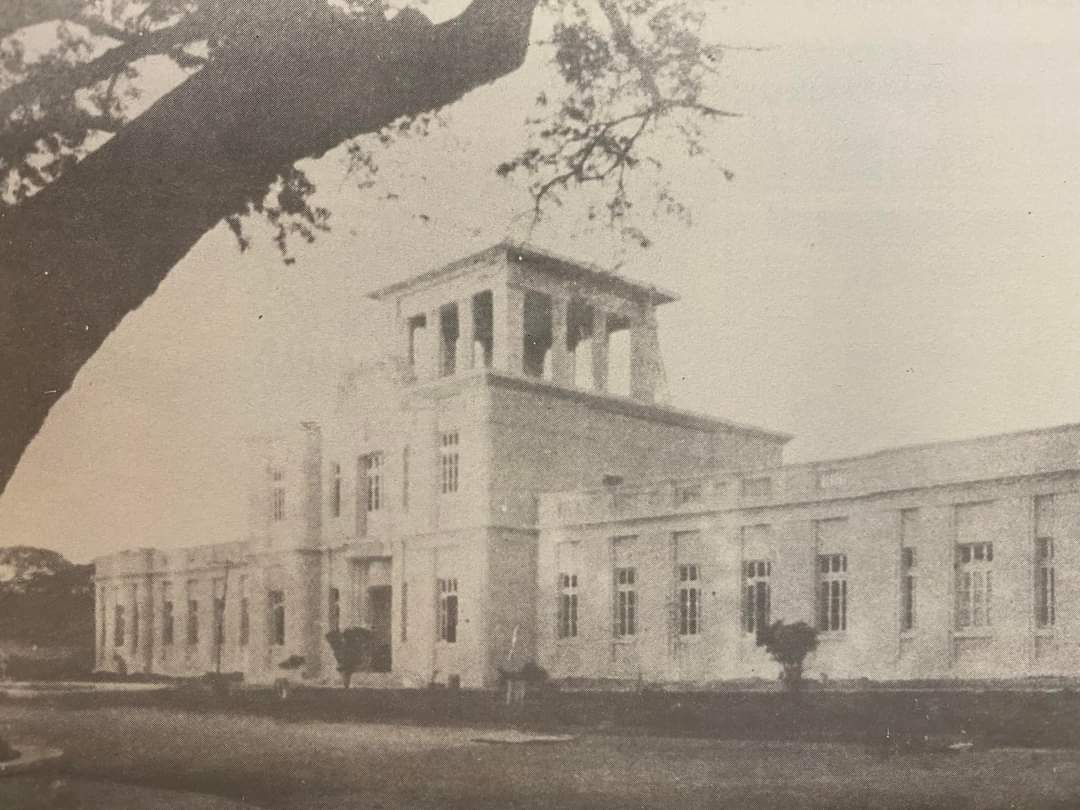
Fotografía de los años 1930 cuando era la Policlínica Maracay

El Hospital Civil de Maracay, cuna de la cirugía en Venezuela, fue inaugurado el 19 de diciembre de 1930 por el entonces presidente de Venezuela Juan Vicente Gómez.
Es considerado uno de los primeros centros hospitalarios modernos de América Latina, se llamó al principio Policlínica de Maracay y posteriormente Hospital Civil.
Es patrimonio cultural del estado Aragua y recibió su actual epónimo en 1995 como homenaje a uno de los fundadores pediatras de la institución. El ambulatorio da atención a más de 1  500 pacientes con VIH provenientes de todo el estado Aragua.
Este inmueble se encuentra en el listado de Sitios de Interés Artístico, Histórico, Arquitectónico y/o Arqueológico que constituyen el patrimonio cultural del estado Aragua, según Decreto 75 contenido en la Gaceta Oficial del estado Aragua n° 610 extraordinario del 21 de noviembre de 1997.

## Diseño
El edificio fue diseñado por el arquitecto Carlos Guinand Sandoz. De sencillas formas, con predominio de líneas rectas, destaca el pórtico de dos pisos y la simétrica composición de la fachada, cuya sobriedad se dinamiza mediante la trayectoria escalonada de su elegante cornisa y el juego de llenos y vacíos en su volumetría. El espíritu clásico del diseño se percibe en el templete suspendido que corona el volumen central. 